# Саїкі
Саїкі (яп. 佐伯市, або さいきし) — місто в Японії, в префектурі Ойта.

## Клімат
| Клімат Саїкі                                        | Клімат Саїкі | Клімат Саїкі | Клімат Саїкі | Клімат Саїкі | Клімат Саїкі | Клімат Саїкі | Клімат Саїкі | Клімат Саїкі | Клімат Саїкі | Клімат Саїкі | Клімат Саїкі | Клімат Саїкі | Клімат Саїкі |
| Показник                                            | Січ.         | Лют.         | Бер.         | Квіт.        | Трав.        | Черв.        | Лип.         | Серп.        | Вер.         | Жовт.        | Лист.        | Груд.        | Рік          |
| Абсолютний максимум, °C                             | 21,5         | 23,5         | 27,0         | 28,7         | 31,2         | 34,8         | 36,1         | 36,6         | 35,2         | 31,9         | 28,6         | 22,8         | 36,6         |
| Середній максимум, °C                               | 10,8         | 11,4         | 14,3         | 19,4         | 23,2         | 26,0         | 29,7         | 30,9         | 27,6         | 22,8         | 18,0         | 13,3         | 20,6         |
| Середня температура, °C                             | 6,6          | 7,3          | 10,2         | 14,9         | 18,9         | 22,2         | 26,0         | 26,9         | 23,8         | 18,8         | 13,7         | 8,7          | 16,5         |
| Середній мінімум, °C                                | 2,4          | 3,2          | 5,9          | 10,4         | 14,8         | 19,0         | 23,0         | 23,8         | 20,7         | 15,0         | 9,6          | 4,5          | 12,7         |
| Абсолютний мінімум, °C                              | −4,7         | −5,5         | −3,5         | 1,3          | 5,1          | 11,5         | 15,6         | 17,0         | 13,0         | 5,4          | 0,7          | −3,4         | −5,5         |
| Середня кількість сонячних годин на місяць          | 146,7        | 146,2        | 155,5        | 180,6        | 179,8        | 147,1        | 195,7        | 209,2        | 162,4        | 168,1        | 149,1        | 154,3        | 1994,9       |
| Норма опадів, мм                                    | 53.2         | 69.1         | 131.8        | 151.9        | 177.0        | 288.4        | 280.1        | 243.7        | 303.2        | 158.0        | 95.5         | 44.4         | 1980.0       |
| --------------------------------------------------- | ------------ | ------------ | ------------ | ------------ | ------------ | ------------ | ------------ | ------------ | ------------ | ------------ | ------------ | ------------ | ------------ |
| Джерело: Метеорологічне управління Японії (рекорди) |              |              |              |              |              |              |              |              |              |              |              |              |              |